# 음력 11월 24일
음력 11월 24일은 음력 11월의 24번째 날이다.

## 사건
- 1884년 - 조선과 일본 제국 사이에 한성 조약 체결.

## 문화
- 1961년 - KBS TV 개국. (CH 9)
- 1988년 -
  - 대한민국 대전이 직할시로 승격됐다.
  - 대한민국은 음력설인 민속의 날을 설날로 이름을 바꿨다.
  - 대한민국은 음력 날짜로 한 해를 시작하는 설날 연휴를 섣달그믐부터 음력 1월 2일까지로 확대했다.
- 2010년 - 인천국제공항철도 서울역 ~ 김포공항역 구간 개통.

## 탄생
- 1889년 - 대한제국의 독립운동가 김좌진.
- 1913년 - 대한민국의 소설가, 시인 김동리.

## 사망
- 2012년 - 대한민국의 조직폭력배 김태촌.

## 같이 보기
- 음력 360일: 1월 2월 3월 4월 5월 6월 7월 8월 9월 10월 11월 12월
- 전날:11월 23일 다음날:11월 25일 - 전달:10월 24일 다음달:12월 24일
- 양력:11월 24일
- 음력, 윤달